# Спорт в Санкт-Петербурге
В Санкт-Петербурге весьма развит как любительский, так и профессиональный спорт. В частности: футбол, хоккей, баскетбол, волейбол, мини-футбол, гандбол, фигурное катание, парусный спорт, водно-моторный спорт, гребля и другие виды спорта. В городе базируются несколько профессиональных спортивных клубов и находится Национальный государственный университет физической культуры, спорта и здоровья имени П. Ф. Лесгафта.

## История
Ещё в начале XIX века в учебных заведениях для дворянских детей преподавали гимнастику и фехтование. Любительский спорт начал своё развитие в Санкт-Петербурге в 1860-х годах. Появились спортивные кружки, самый известный из которых — Санкт-Петербургской речной яхт-клуб. Кружки организовывали в Петербурге и в его окрестностях первые чемпионаты и спортивные стадионы. Массовая популяризация спорта шла в начале XX века, петербургские спортсмены становились мировыми знаменитостями. Спорт стал неизменным атрибутом культурной жизни города. 

## Инфраструктура
В городе 17 стадионов с трибунами более 1500 мест, 1573 спортивных зала, 10 дворцов спорта, 17 крытых объектов с искусственным льдом, 94 бассейна, велотрек, 20 лыжных баз, 12 гребных баз и каналов. Среди них Газпром Арена, стадион «Петровский», дворец спорта «Юбилейный», Ледовый дворец, Зимний стадион, СКА Арена, плавательный бассейн СКА.

## Олимпизм
Ленинград принимал участие в проведении Летних Олимпийских играх 1980 года, когда несколько матчей футбольного турнира прошли на стадионе имени Кирова.
Санкт-Петербург провёл всемирные Игры доброй воли 1994 года, некогда аналог Олимпийских игр, возникший ввиду бойкотов Олимпиад.
Санкт-Петербург претендовал на проведение летней Олимпиады 2004 и 2016 годов.
Много десятков спортсменов из города стали олимпийскими чемпионами в разных командных и отдельных видах спорта на разных Олимпиадах.

## Виды спорта

### Футбол
| Год  | Команда    |  | Год  | Команда    |
| ---- | ---------- |  | ---- | ---------- |
| 1901 | «Невка»    |  | 1910 | «Спорт»    |
| 1902 | «Невский»  |  | 1911 | «Меркур»   |
| 1903 | «Виктория» |  | 1912 | «Унитас»   |
| 1904 | «Невский»  |  | 1913 | «Спорт»    |
| 1905 | «Невский»  |  | 1914 | «Спорт»    |
| 1906 | «Невский»  |  | 1915 | «Меркур»   |
| 1907 | «Невский»  |  | 1916 | «Коломяги» |
| 1908 | «Спорт»    |  | 1917 | «Коломяги» |
| 1909 | «Спорт»    |  |      |            |

Датой рождения отечественного футбола принято считать 13 сентября 1898 года, когда на плацу кадетского корпуса состоялся матч между питерскими коллективами кружка любителей спорта («Спорт») и кружка футболистов (4:3). В 1901 году английскими клубами «Невский», «Невка» и «Виктория» была создана Санктпетербургская футбол-лига. Разыгран первый чемпионат города, победителем которого стали футболисты «Невки». В 1904 году образован футбол-хоккей клуб «Меркур» впоследствии ставший одним из флагманов дореволюционного первенства города.

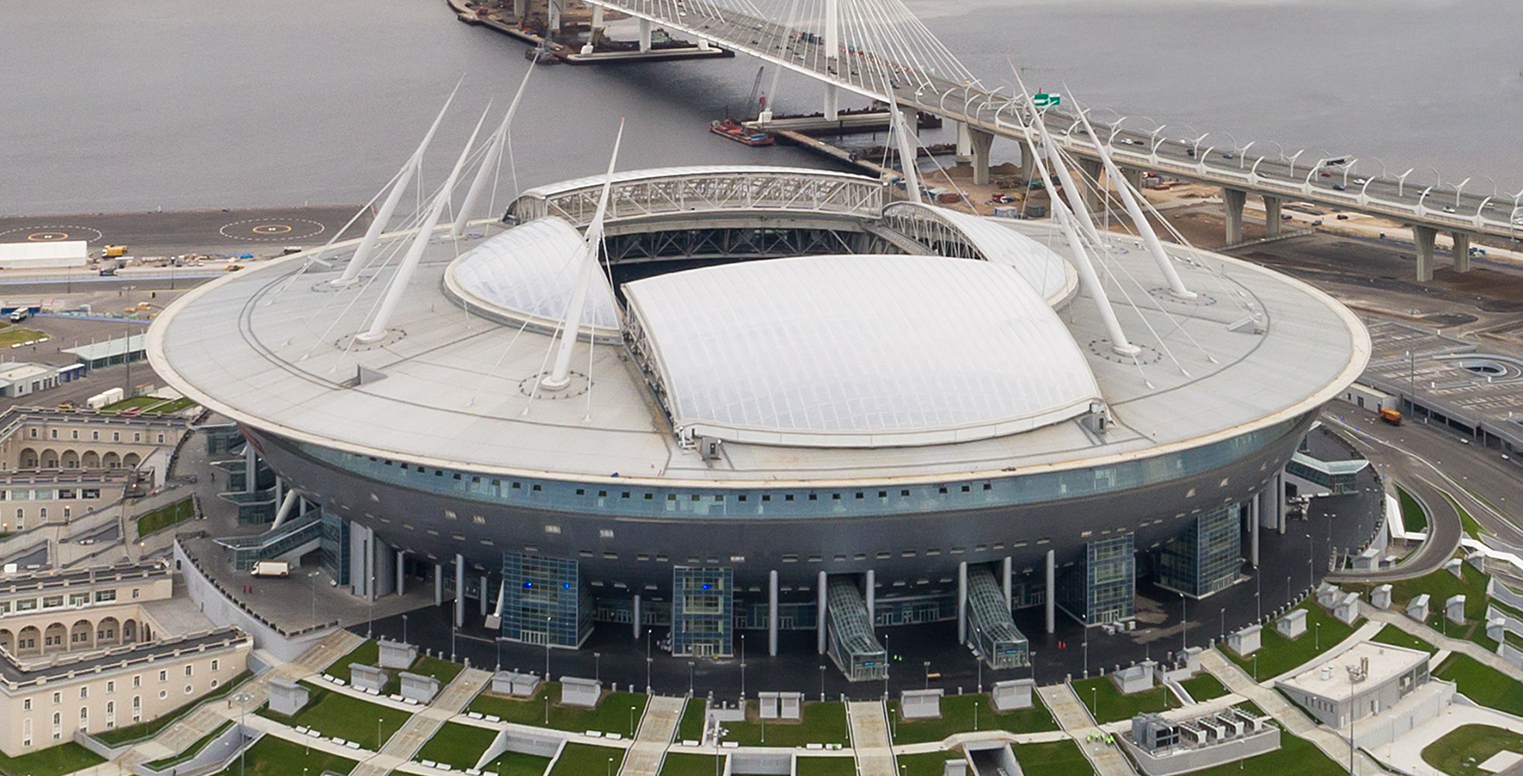
Газпром Арена

В настоящий момент Санкт-Петербург на уровне чемпионата и первенства страны представлен двумя футбольными клубами:
- «Зенит» — один из сильнейших клубов Чемпионата России:
  - Чемпион СССР 1984 г.
  - Бронзовый призёр чемпионата СССР: 1980 г.
  - Обладатель Кубка СССР 1944 г.
  - Обладатель Суперкубка СССР 1985 г.
  - Чемпион России: 2007, 2010, 2012, 2015,  2019 гг.
  - Серебряный призёр чемпионата России: 2003, 2013, 2014 гг.
  - Бронзовый призёр чемпионата России: 2001, 2009 г.
  - Обладатель Кубка России 1998—1999, 2009—2010
  - Единственный обладатель Кубка Премьер-лиги 2003 г.
  - Обладатель Суперкубка России 2008, 2011, 2015 гг.
  - Обладатель Кубка УЕФА 2007—2008 г.
  - Обладатель Суперкубка УЕФА 2008 г.
- «Звезда» — многократный победитель и призёр любительских соревнований (чемпионат Санкт-Петербурга, Первенство МРО «Северо-Запад»), чемпион России среди любительских футбольных клубов (2016). Заявлена в Первенство ПФЛ на сезон 2019/20 (группа «Запад») — дебютный сезон на нелюбительском уровне.
- «Динамо» — многократный победитель и призёр любительских соревнований

В ПФЛ (группа «Запад») также выступает вторая команда клуба «Зенит» — «Зенит-2» (в 2015—2019 годах играл в ФНЛ).
В прошлом в футбольных первенствах страны город представляли и многие другие команды.
В городе распространён лозунг «Один город — одна команда» (имеется в виду «Зенит»).
Главной футбольной ареной города ныне является «Газпром Арена», где выступает «Зенит». Построен на месте более полувека являвшегося крупнейшим в городе стадиона имени Кирова. Также есть стадион «Петровский» — домашняя арена «Зенита» до переезда на Крестовский остров; помимо большой арены «Петровского» существует также малая, где проводят свои матчи городские любительские команды. «Динамо» — стадион одноимённой футбольной команды, расположен на Крестовском острове, 31 мая 1942 года там прошёл блокадный матч. Nova Arena — стадион малой вместимости в северной части города (Калининский район), проводятся детско-юношеские соревнования, соответствует также требованиям регламента Первенства ПФЛ.
Два главных центра подготовки футболистов — Академия ФК «Зенит» и СШОР «Зенит». Имеется закрытый футбольный манеж во дворце спортивных игр (ДСИ) «Зенит».

### Хоккей

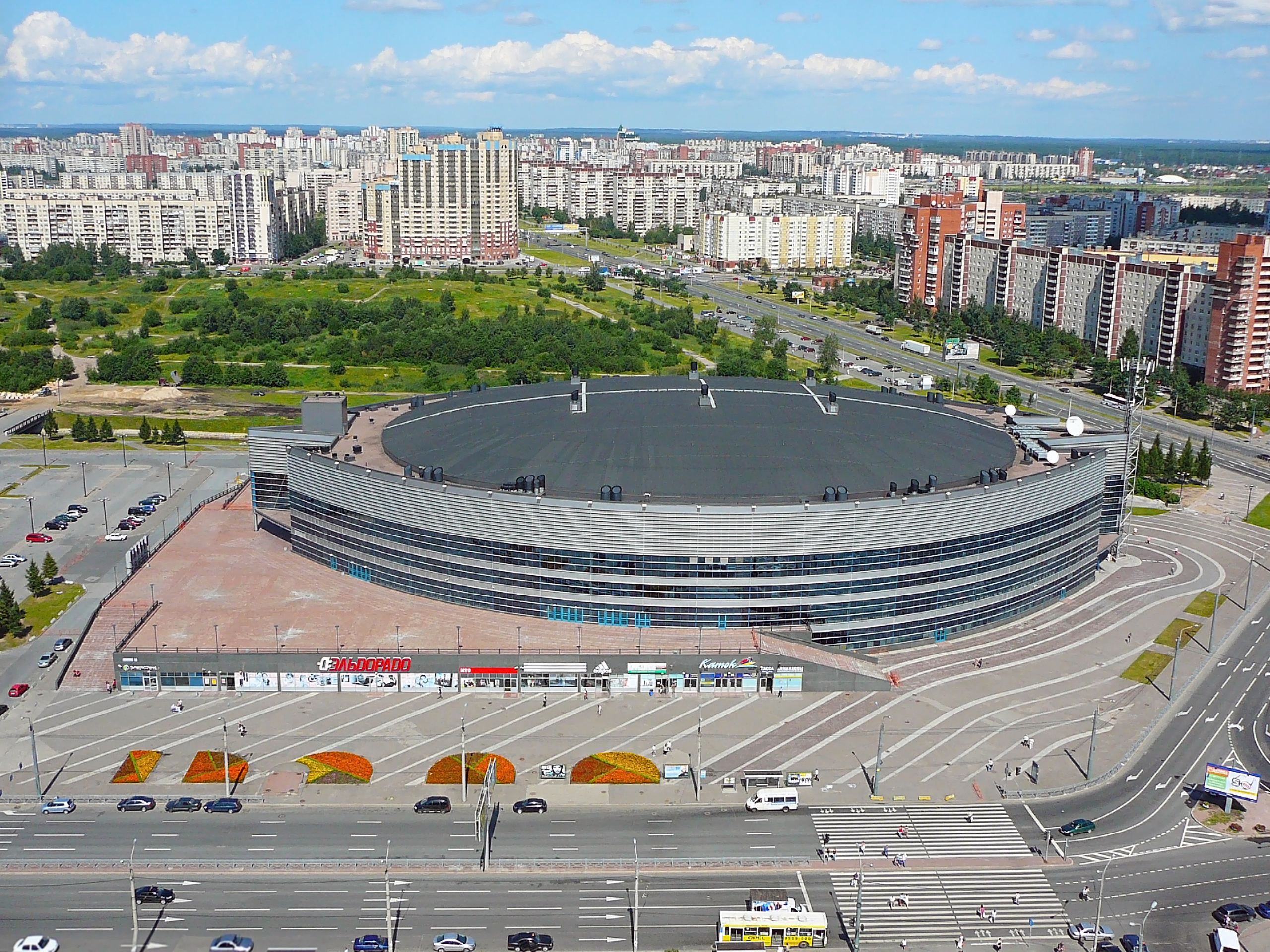
Ледовый дворец

Хоккей представляют следующие клубы:
- СКА:
  - Обладатель Кубка Гагарина 2015 года
  - Обладатель Кубок Континента 2012/2013
  - Трёхкратный бронзовый призёр.
  - Финалист Кубка СССР 1968 и 1971 годов.
  - Обладатель Кубка Шпенглера 1970, 1971, 1977, 2010.

Свои домашние игры клуб проводит в Ледовом дворце, вмещающем 12300 зрителей.
- В Чемпионате ВХЛ город представлен командами «СКА-Нева» и ХК «Динамо Санкт-Петербург»[12]
- В Чемпионате МХЛ город представляют «СКА-1946»,«СКА-Серебряные Львы» и МХК «Динамо Санкт-Петербург»
- В ЖХЛ город представлен командой ЖХК «Динамо Санкт-Петербург»[13]
- В прошлом в хоккейных первенствах страны город представляли и другие команды.

### Баскетбол

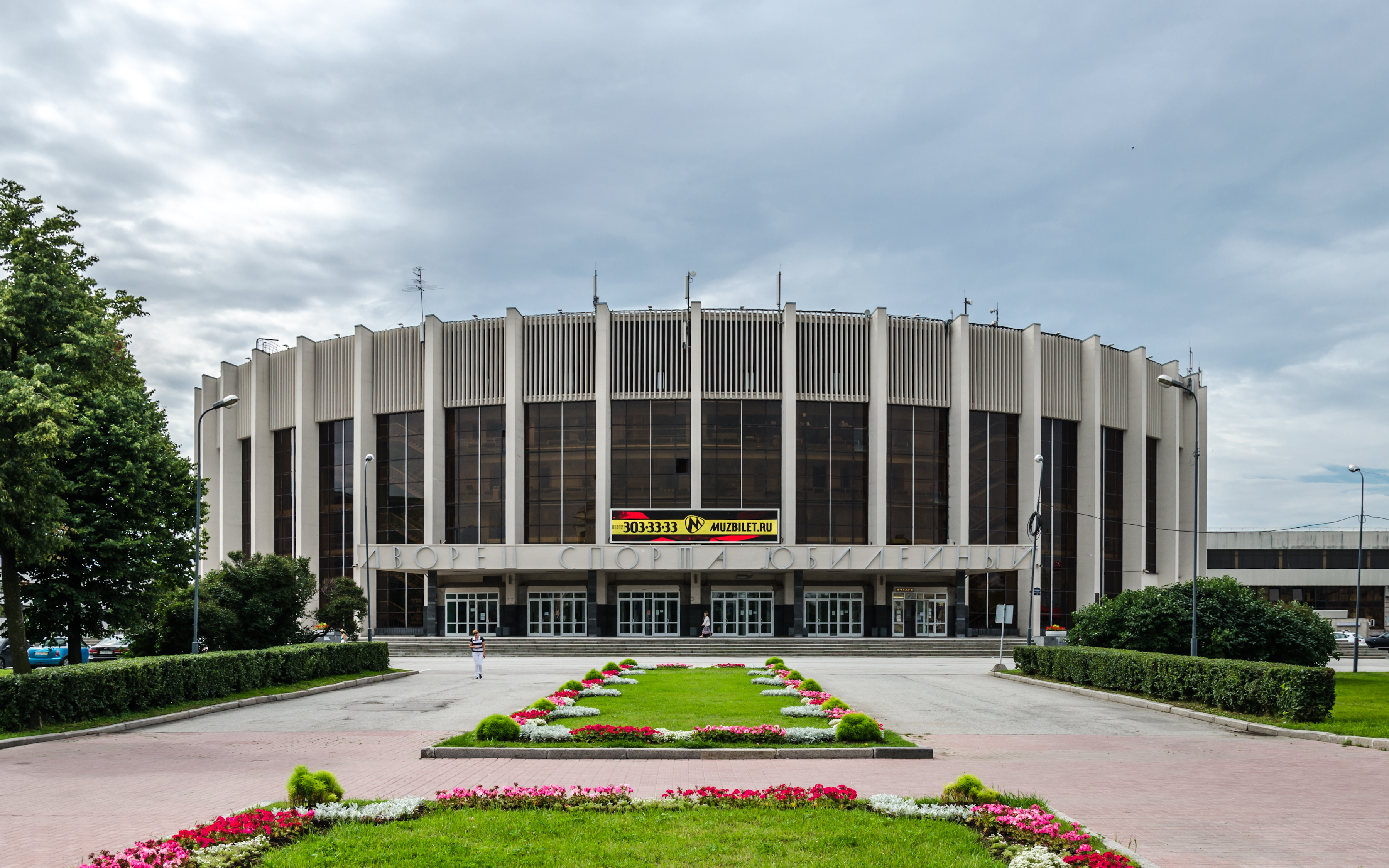
Юбилейный

Баскетбол представляет клуб с богатейшими традициями:
- «Спартак»:
  - Чемпион СССР 1975, 1992 г.
  - восьмикратный серебряный призёр СССР: 1970—1974, 1976, 1978, 1991 г.
  - пятикратный бронзовый призёр СССР: 1969, 1981, 1985, 1986, 1987 г.
  - Обладатель Кубка СССР 1978, 1987 г.
  - Серебряный призёр Чемпионата России 1993 г.
  - Обладатель Кубка Кубков 1973, 1975 г.
  - Серебряный призёр Кубка Кубков 1971 г.

С 2014 года играет в любительских соревнованиях.
- БК «Динамо» просуществовал всего два года, но за это время выиграл Евролигу ФИБА и бронзовые медали чемпионата страны.
- ЖБК «Спартак»:
  - Чемпион СССР по баскетболу 1974 г.
  - Четырёхкратный победитель Кубка Ронкетти 1972, 1973, 1974, 1975 г.

Свои домашние игры клуб проводит на стадионе Юбилейный. Вместимость стадиона — 7012 зрителей.
- БК «Зенит» — до 2014 года выступал под названием «Триумф» Люберцы Московской области.

### Волейбол
- «Автомобилист», самый титулованный клуб Санкт-Петербурга по игровым видам спорта:
  - Чемпион СССР: 1938, 1939, 1957
  - Серебряный призёр чемпионата СССР: 1940, 1976, 1977, 1978, 1979, 1980, 1981, 1982, 1990
  - Бронзовый призёр чемпионата СССР: 1958, 1972, 1973, 1974, 1975, 1985, 1987, 1988, 1989
  - Обладатель Кубка СССР: 1983, 1989
  - Чемпион России: 1992, 1993
  - Бронзовый призёр чемпионата России: 1995
  - Финалист Кубка России: 1995
  - Обладатель Кубка обладателей Кубков европейских стран: 1982, 1983
  - Серебряный призёр Кубка обладателей Кубков европейских стран: 1981
  - Обладатель Кубка Европейской конфедерации волейбола: 1988, 1989; финалист: 1990].

Свои домашние игры клуб проводит на стадионе «Академия волейбола Вячеслава Платонова». Вместимость стадиона — 1500 зрителей.
- «Зенит»
- «Ленинградка»
- «Аврора»[источник не указан 2739 дней]

### Теннис
- В 1991 году в Санкт-Петербурге проходил третий розыгрыш турнира WTA Moscow Ladies Open
- С 1995 года проходит турнир ATP St. Petersburg Open.
- С 2003 года проходит турнир St. Petersburg Ladies' Trophy (2003—2015 — ITF, с 2016 — премьер-турнир WTA).
- С 2012 года проходит женский турнир ITF Neva Cup.

### Водное поло
Водное поло представляют :
- мужской вотерпольный клуб «Балтика»[14];
- женский вотерпольный клуб «Диана»[15].

### Мини-футбол
Спортклубы:
- Политех (мини-футбольный клуб)
- Аврора (женский футбольный клуб)

### Водный спорт

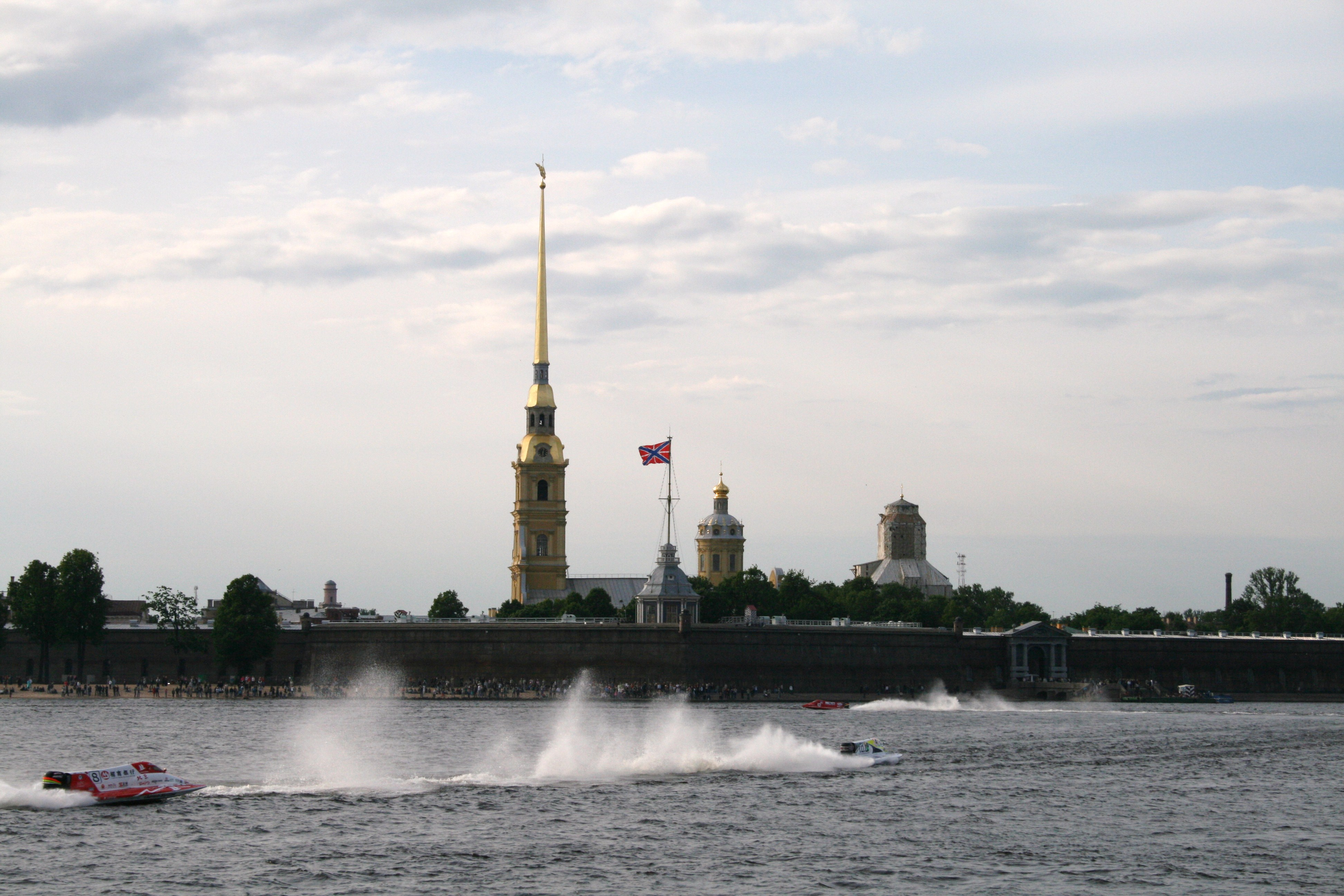
Водно-моторный Гран-При России 2008 в Санкт-Петербурге

Расположение города на берегах Балтийского моря и одновременно наличие реки Нева способствует тому, что Санкт-Петербург является одним из ведущих российских центров парусного, водно-моторного, гребного и прочего спорта на открытой воде.
Парусный спорт в Россию «привёл» Пётр I. Он в 1718 году создал в Санкт-Петербурге Невский яхт-клуб в Галерной гавани, который является старейшим в стране. И в XXI веке город принимает парусно-спортивные мероприятия, такие как ежегодные Кубок Большой Невы и Парусная неделя, а также другие регаты.
По водно-моторному спорту город является одним из лидеров в мире, проведшим более пяти десятков гонок, в том числе большую часть российских этапов Формулы-1 на воде (F1H20).

### Другие виды спорта
- Гандбол — спортклуб «Университет Лесгафта-Нева».
- Пляжный футбол — пляжный футбольный клуб «Кристалл».
- Регби — регбийный клуб «Нарвская Застава».